# Viås
Viås är kyrkby i Sjösås socken i Växjö kommun i Kronobergs län. 
I byn ligger Sjösås nya kyrka.